# Cerkiew Świętej Zofii w Nesebyrze
Cerkiew Świętej Zofii  (błg. Църква Света София, hist. grec. Ναός Αγίας Σοφίας) – ruiny zabytkowej, prawosławnej świątyni, określanej również jako Stara Metropolija (błg. Старата митрополия), położonej w centrum Nesebyru.
Trzynawowa bazylika w centrum miasta jest najstarszym kościołem Nesebyru – powstała na przełomie IV i V wieku n.e., a przebudowano ją w IX wieku, kiedy stała się częścią kompleksu biskupiego. Jako że cerkiew pełniła funkcję katedry Nesebyru była nazywana Starą Metropolią lub Starym Biskupstwem. W 1257 roku splądrowali ją Wenecjanie, którzy wywieźli miejscowe relikwie do Wenecji, a ostatecznie opuszczona została w XVIII wieku. Zawalenie budowli nastąpiło prawdopodobnie w początkach XIX wieku.
Cerkiew ma łączną długość 25 metrów i 22 metrów szerokości. Nawy oddzielone były dwoma rzędami kamiennych filarów wspierających ceglane łuki, po pięć w każdym. Główna nawa, szeroka na 9,3 metra, zamknięta jest od wschodu półkolistym prezbiterium z synthrononem nakryte półokrągła absydą. Do czasów współczesnych zachowały się mury nawy głównej z dwoma rzędami arkad, prezbiterium nakryte półkopułą i resztki murów naw bocznych. Ruiny są miejscem organizacji koncertów i miejscem ślubów. 
Wraz z innymi zabytkowymi cerkwiami Nesebyru została wpisana na listę światowego dziedzictwa UNESCO oraz 100 najważniejszych obiektów turystycznych w Bułgarii.